# 14382 Woszczyk
14382 Woszczyk (1990 ES6) là một tiểu hành tinh vành đai chính được phát hiện ngày 2 tháng 3 năm 1990 bởi H. Debehogne ở Đài thiên văn Nam Âu.